# Уйтелки, Максимилиан
|   | a | b | c | d | e | f | g | h |   |
| - | --- | --- | --- | --- | --- | --- | --- | --- | - |
| 8 | a8 чёрная ладья · d8 чёрный ферзь · e8 чёрный король · h8 чёрная ладья · a7 чёрная пешка · b7 чёрный слон · c7 чёрная пешка · d7 чёрный конь · e7 чёрный конь · f7 чёрная пешка · g7 чёрный слон · h7 чёрная пешка · b6 чёрная пешка · d6 чёрная пешка · e6 чёрная пешка · g6 чёрная пешка · c4 белая пешка · d4 белая пешка · e4 белая пешка · c3 белый конь · e3 белый слон · f3 белый конь · a2 белая пешка · b2 белая пешка · e2 белый слон · f2 белая пешка · g2 белая пешка · h2 белая пешка · a1 белая ладья · d1 белый ферзь · f1 белая ладья · g1 белый король | a8 чёрная ладья · d8 чёрный ферзь · e8 чёрный король · h8 чёрная ладья · a7 чёрная пешка · b7 чёрный слон · c7 чёрная пешка · d7 чёрный конь · e7 чёрный конь · f7 чёрная пешка · g7 чёрный слон · h7 чёрная пешка · b6 чёрная пешка · d6 чёрная пешка · e6 чёрная пешка · g6 чёрная пешка · c4 белая пешка · d4 белая пешка · e4 белая пешка · c3 белый конь · e3 белый слон · f3 белый конь · a2 белая пешка · b2 белая пешка · e2 белый слон · f2 белая пешка · g2 белая пешка · h2 белая пешка · a1 белая ладья · d1 белый ферзь · f1 белая ладья · g1 белый король | a8 чёрная ладья · d8 чёрный ферзь · e8 чёрный король · h8 чёрная ладья · a7 чёрная пешка · b7 чёрный слон · c7 чёрная пешка · d7 чёрный конь · e7 чёрный конь · f7 чёрная пешка · g7 чёрный слон · h7 чёрная пешка · b6 чёрная пешка · d6 чёрная пешка · e6 чёрная пешка · g6 чёрная пешка · c4 белая пешка · d4 белая пешка · e4 белая пешка · c3 белый конь · e3 белый слон · f3 белый конь · a2 белая пешка · b2 белая пешка · e2 белый слон · f2 белая пешка · g2 белая пешка · h2 белая пешка · a1 белая ладья · d1 белый ферзь · f1 белая ладья · g1 белый король | a8 чёрная ладья · d8 чёрный ферзь · e8 чёрный король · h8 чёрная ладья · a7 чёрная пешка · b7 чёрный слон · c7 чёрная пешка · d7 чёрный конь · e7 чёрный конь · f7 чёрная пешка · g7 чёрный слон · h7 чёрная пешка · b6 чёрная пешка · d6 чёрная пешка · e6 чёрная пешка · g6 чёрная пешка · c4 белая пешка · d4 белая пешка · e4 белая пешка · c3 белый конь · e3 белый слон · f3 белый конь · a2 белая пешка · b2 белая пешка · e2 белый слон · f2 белая пешка · g2 белая пешка · h2 белая пешка · a1 белая ладья · d1 белый ферзь · f1 белая ладья · g1 белый король | a8 чёрная ладья · d8 чёрный ферзь · e8 чёрный король · h8 чёрная ладья · a7 чёрная пешка · b7 чёрный слон · c7 чёрная пешка · d7 чёрный конь · e7 чёрный конь · f7 чёрная пешка · g7 чёрный слон · h7 чёрная пешка · b6 чёрная пешка · d6 чёрная пешка · e6 чёрная пешка · g6 чёрная пешка · c4 белая пешка · d4 белая пешка · e4 белая пешка · c3 белый конь · e3 белый слон · f3 белый конь · a2 белая пешка · b2 белая пешка · e2 белый слон · f2 белая пешка · g2 белая пешка · h2 белая пешка · a1 белая ладья · d1 белый ферзь · f1 белая ладья · g1 белый король | a8 чёрная ладья · d8 чёрный ферзь · e8 чёрный король · h8 чёрная ладья · a7 чёрная пешка · b7 чёрный слон · c7 чёрная пешка · d7 чёрный конь · e7 чёрный конь · f7 чёрная пешка · g7 чёрный слон · h7 чёрная пешка · b6 чёрная пешка · d6 чёрная пешка · e6 чёрная пешка · g6 чёрная пешка · c4 белая пешка · d4 белая пешка · e4 белая пешка · c3 белый конь · e3 белый слон · f3 белый конь · a2 белая пешка · b2 белая пешка · e2 белый слон · f2 белая пешка · g2 белая пешка · h2 белая пешка · a1 белая ладья · d1 белый ферзь · f1 белая ладья · g1 белый король | a8 чёрная ладья · d8 чёрный ферзь · e8 чёрный король · h8 чёрная ладья · a7 чёрная пешка · b7 чёрный слон · c7 чёрная пешка · d7 чёрный конь · e7 чёрный конь · f7 чёрная пешка · g7 чёрный слон · h7 чёрная пешка · b6 чёрная пешка · d6 чёрная пешка · e6 чёрная пешка · g6 чёрная пешка · c4 белая пешка · d4 белая пешка · e4 белая пешка · c3 белый конь · e3 белый слон · f3 белый конь · a2 белая пешка · b2 белая пешка · e2 белый слон · f2 белая пешка · g2 белая пешка · h2 белая пешка · a1 белая ладья · d1 белый ферзь · f1 белая ладья · g1 белый король | a8 чёрная ладья · d8 чёрный ферзь · e8 чёрный король · h8 чёрная ладья · a7 чёрная пешка · b7 чёрный слон · c7 чёрная пешка · d7 чёрный конь · e7 чёрный конь · f7 чёрная пешка · g7 чёрный слон · h7 чёрная пешка · b6 чёрная пешка · d6 чёрная пешка · e6 чёрная пешка · g6 чёрная пешка · c4 белая пешка · d4 белая пешка · e4 белая пешка · c3 белый конь · e3 белый слон · f3 белый конь · a2 белая пешка · b2 белая пешка · e2 белый слон · f2 белая пешка · g2 белая пешка · h2 белая пешка · a1 белая ладья · d1 белый ферзь · f1 белая ладья · g1 белый король | 8 |
| 7 | a8 чёрная ладья · d8 чёрный ферзь · e8 чёрный король · h8 чёрная ладья · a7 чёрная пешка · b7 чёрный слон · c7 чёрная пешка · d7 чёрный конь · e7 чёрный конь · f7 чёрная пешка · g7 чёрный слон · h7 чёрная пешка · b6 чёрная пешка · d6 чёрная пешка · e6 чёрная пешка · g6 чёрная пешка · c4 белая пешка · d4 белая пешка · e4 белая пешка · c3 белый конь · e3 белый слон · f3 белый конь · a2 белая пешка · b2 белая пешка · e2 белый слон · f2 белая пешка · g2 белая пешка · h2 белая пешка · a1 белая ладья · d1 белый ферзь · f1 белая ладья · g1 белый король | a8 чёрная ладья · d8 чёрный ферзь · e8 чёрный король · h8 чёрная ладья · a7 чёрная пешка · b7 чёрный слон · c7 чёрная пешка · d7 чёрный конь · e7 чёрный конь · f7 чёрная пешка · g7 чёрный слон · h7 чёрная пешка · b6 чёрная пешка · d6 чёрная пешка · e6 чёрная пешка · g6 чёрная пешка · c4 белая пешка · d4 белая пешка · e4 белая пешка · c3 белый конь · e3 белый слон · f3 белый конь · a2 белая пешка · b2 белая пешка · e2 белый слон · f2 белая пешка · g2 белая пешка · h2 белая пешка · a1 белая ладья · d1 белый ферзь · f1 белая ладья · g1 белый король | a8 чёрная ладья · d8 чёрный ферзь · e8 чёрный король · h8 чёрная ладья · a7 чёрная пешка · b7 чёрный слон · c7 чёрная пешка · d7 чёрный конь · e7 чёрный конь · f7 чёрная пешка · g7 чёрный слон · h7 чёрная пешка · b6 чёрная пешка · d6 чёрная пешка · e6 чёрная пешка · g6 чёрная пешка · c4 белая пешка · d4 белая пешка · e4 белая пешка · c3 белый конь · e3 белый слон · f3 белый конь · a2 белая пешка · b2 белая пешка · e2 белый слон · f2 белая пешка · g2 белая пешка · h2 белая пешка · a1 белая ладья · d1 белый ферзь · f1 белая ладья · g1 белый король | a8 чёрная ладья · d8 чёрный ферзь · e8 чёрный король · h8 чёрная ладья · a7 чёрная пешка · b7 чёрный слон · c7 чёрная пешка · d7 чёрный конь · e7 чёрный конь · f7 чёрная пешка · g7 чёрный слон · h7 чёрная пешка · b6 чёрная пешка · d6 чёрная пешка · e6 чёрная пешка · g6 чёрная пешка · c4 белая пешка · d4 белая пешка · e4 белая пешка · c3 белый конь · e3 белый слон · f3 белый конь · a2 белая пешка · b2 белая пешка · e2 белый слон · f2 белая пешка · g2 белая пешка · h2 белая пешка · a1 белая ладья · d1 белый ферзь · f1 белая ладья · g1 белый король | a8 чёрная ладья · d8 чёрный ферзь · e8 чёрный король · h8 чёрная ладья · a7 чёрная пешка · b7 чёрный слон · c7 чёрная пешка · d7 чёрный конь · e7 чёрный конь · f7 чёрная пешка · g7 чёрный слон · h7 чёрная пешка · b6 чёрная пешка · d6 чёрная пешка · e6 чёрная пешка · g6 чёрная пешка · c4 белая пешка · d4 белая пешка · e4 белая пешка · c3 белый конь · e3 белый слон · f3 белый конь · a2 белая пешка · b2 белая пешка · e2 белый слон · f2 белая пешка · g2 белая пешка · h2 белая пешка · a1 белая ладья · d1 белый ферзь · f1 белая ладья · g1 белый король | a8 чёрная ладья · d8 чёрный ферзь · e8 чёрный король · h8 чёрная ладья · a7 чёрная пешка · b7 чёрный слон · c7 чёрная пешка · d7 чёрный конь · e7 чёрный конь · f7 чёрная пешка · g7 чёрный слон · h7 чёрная пешка · b6 чёрная пешка · d6 чёрная пешка · e6 чёрная пешка · g6 чёрная пешка · c4 белая пешка · d4 белая пешка · e4 белая пешка · c3 белый конь · e3 белый слон · f3 белый конь · a2 белая пешка · b2 белая пешка · e2 белый слон · f2 белая пешка · g2 белая пешка · h2 белая пешка · a1 белая ладья · d1 белый ферзь · f1 белая ладья · g1 белый король | a8 чёрная ладья · d8 чёрный ферзь · e8 чёрный король · h8 чёрная ладья · a7 чёрная пешка · b7 чёрный слон · c7 чёрная пешка · d7 чёрный конь · e7 чёрный конь · f7 чёрная пешка · g7 чёрный слон · h7 чёрная пешка · b6 чёрная пешка · d6 чёрная пешка · e6 чёрная пешка · g6 чёрная пешка · c4 белая пешка · d4 белая пешка · e4 белая пешка · c3 белый конь · e3 белый слон · f3 белый конь · a2 белая пешка · b2 белая пешка · e2 белый слон · f2 белая пешка · g2 белая пешка · h2 белая пешка · a1 белая ладья · d1 белый ферзь · f1 белая ладья · g1 белый король | a8 чёрная ладья · d8 чёрный ферзь · e8 чёрный король · h8 чёрная ладья · a7 чёрная пешка · b7 чёрный слон · c7 чёрная пешка · d7 чёрный конь · e7 чёрный конь · f7 чёрная пешка · g7 чёрный слон · h7 чёрная пешка · b6 чёрная пешка · d6 чёрная пешка · e6 чёрная пешка · g6 чёрная пешка · c4 белая пешка · d4 белая пешка · e4 белая пешка · c3 белый конь · e3 белый слон · f3 белый конь · a2 белая пешка · b2 белая пешка · e2 белый слон · f2 белая пешка · g2 белая пешка · h2 белая пешка · a1 белая ладья · d1 белый ферзь · f1 белая ладья · g1 белый король | 7 |
| 6 | a8 чёрная ладья · d8 чёрный ферзь · e8 чёрный король · h8 чёрная ладья · a7 чёрная пешка · b7 чёрный слон · c7 чёрная пешка · d7 чёрный конь · e7 чёрный конь · f7 чёрная пешка · g7 чёрный слон · h7 чёрная пешка · b6 чёрная пешка · d6 чёрная пешка · e6 чёрная пешка · g6 чёрная пешка · c4 белая пешка · d4 белая пешка · e4 белая пешка · c3 белый конь · e3 белый слон · f3 белый конь · a2 белая пешка · b2 белая пешка · e2 белый слон · f2 белая пешка · g2 белая пешка · h2 белая пешка · a1 белая ладья · d1 белый ферзь · f1 белая ладья · g1 белый король | a8 чёрная ладья · d8 чёрный ферзь · e8 чёрный король · h8 чёрная ладья · a7 чёрная пешка · b7 чёрный слон · c7 чёрная пешка · d7 чёрный конь · e7 чёрный конь · f7 чёрная пешка · g7 чёрный слон · h7 чёрная пешка · b6 чёрная пешка · d6 чёрная пешка · e6 чёрная пешка · g6 чёрная пешка · c4 белая пешка · d4 белая пешка · e4 белая пешка · c3 белый конь · e3 белый слон · f3 белый конь · a2 белая пешка · b2 белая пешка · e2 белый слон · f2 белая пешка · g2 белая пешка · h2 белая пешка · a1 белая ладья · d1 белый ферзь · f1 белая ладья · g1 белый король | a8 чёрная ладья · d8 чёрный ферзь · e8 чёрный король · h8 чёрная ладья · a7 чёрная пешка · b7 чёрный слон · c7 чёрная пешка · d7 чёрный конь · e7 чёрный конь · f7 чёрная пешка · g7 чёрный слон · h7 чёрная пешка · b6 чёрная пешка · d6 чёрная пешка · e6 чёрная пешка · g6 чёрная пешка · c4 белая пешка · d4 белая пешка · e4 белая пешка · c3 белый конь · e3 белый слон · f3 белый конь · a2 белая пешка · b2 белая пешка · e2 белый слон · f2 белая пешка · g2 белая пешка · h2 белая пешка · a1 белая ладья · d1 белый ферзь · f1 белая ладья · g1 белый король | a8 чёрная ладья · d8 чёрный ферзь · e8 чёрный король · h8 чёрная ладья · a7 чёрная пешка · b7 чёрный слон · c7 чёрная пешка · d7 чёрный конь · e7 чёрный конь · f7 чёрная пешка · g7 чёрный слон · h7 чёрная пешка · b6 чёрная пешка · d6 чёрная пешка · e6 чёрная пешка · g6 чёрная пешка · c4 белая пешка · d4 белая пешка · e4 белая пешка · c3 белый конь · e3 белый слон · f3 белый конь · a2 белая пешка · b2 белая пешка · e2 белый слон · f2 белая пешка · g2 белая пешка · h2 белая пешка · a1 белая ладья · d1 белый ферзь · f1 белая ладья · g1 белый король | a8 чёрная ладья · d8 чёрный ферзь · e8 чёрный король · h8 чёрная ладья · a7 чёрная пешка · b7 чёрный слон · c7 чёрная пешка · d7 чёрный конь · e7 чёрный конь · f7 чёрная пешка · g7 чёрный слон · h7 чёрная пешка · b6 чёрная пешка · d6 чёрная пешка · e6 чёрная пешка · g6 чёрная пешка · c4 белая пешка · d4 белая пешка · e4 белая пешка · c3 белый конь · e3 белый слон · f3 белый конь · a2 белая пешка · b2 белая пешка · e2 белый слон · f2 белая пешка · g2 белая пешка · h2 белая пешка · a1 белая ладья · d1 белый ферзь · f1 белая ладья · g1 белый король | a8 чёрная ладья · d8 чёрный ферзь · e8 чёрный король · h8 чёрная ладья · a7 чёрная пешка · b7 чёрный слон · c7 чёрная пешка · d7 чёрный конь · e7 чёрный конь · f7 чёрная пешка · g7 чёрный слон · h7 чёрная пешка · b6 чёрная пешка · d6 чёрная пешка · e6 чёрная пешка · g6 чёрная пешка · c4 белая пешка · d4 белая пешка · e4 белая пешка · c3 белый конь · e3 белый слон · f3 белый конь · a2 белая пешка · b2 белая пешка · e2 белый слон · f2 белая пешка · g2 белая пешка · h2 белая пешка · a1 белая ладья · d1 белый ферзь · f1 белая ладья · g1 белый король | a8 чёрная ладья · d8 чёрный ферзь · e8 чёрный король · h8 чёрная ладья · a7 чёрная пешка · b7 чёрный слон · c7 чёрная пешка · d7 чёрный конь · e7 чёрный конь · f7 чёрная пешка · g7 чёрный слон · h7 чёрная пешка · b6 чёрная пешка · d6 чёрная пешка · e6 чёрная пешка · g6 чёрная пешка · c4 белая пешка · d4 белая пешка · e4 белая пешка · c3 белый конь · e3 белый слон · f3 белый конь · a2 белая пешка · b2 белая пешка · e2 белый слон · f2 белая пешка · g2 белая пешка · h2 белая пешка · a1 белая ладья · d1 белый ферзь · f1 белая ладья · g1 белый король | a8 чёрная ладья · d8 чёрный ферзь · e8 чёрный король · h8 чёрная ладья · a7 чёрная пешка · b7 чёрный слон · c7 чёрная пешка · d7 чёрный конь · e7 чёрный конь · f7 чёрная пешка · g7 чёрный слон · h7 чёрная пешка · b6 чёрная пешка · d6 чёрная пешка · e6 чёрная пешка · g6 чёрная пешка · c4 белая пешка · d4 белая пешка · e4 белая пешка · c3 белый конь · e3 белый слон · f3 белый конь · a2 белая пешка · b2 белая пешка · e2 белый слон · f2 белая пешка · g2 белая пешка · h2 белая пешка · a1 белая ладья · d1 белый ферзь · f1 белая ладья · g1 белый король | 6 |
| 5 | a8 чёрная ладья · d8 чёрный ферзь · e8 чёрный король · h8 чёрная ладья · a7 чёрная пешка · b7 чёрный слон · c7 чёрная пешка · d7 чёрный конь · e7 чёрный конь · f7 чёрная пешка · g7 чёрный слон · h7 чёрная пешка · b6 чёрная пешка · d6 чёрная пешка · e6 чёрная пешка · g6 чёрная пешка · c4 белая пешка · d4 белая пешка · e4 белая пешка · c3 белый конь · e3 белый слон · f3 белый конь · a2 белая пешка · b2 белая пешка · e2 белый слон · f2 белая пешка · g2 белая пешка · h2 белая пешка · a1 белая ладья · d1 белый ферзь · f1 белая ладья · g1 белый король | a8 чёрная ладья · d8 чёрный ферзь · e8 чёрный король · h8 чёрная ладья · a7 чёрная пешка · b7 чёрный слон · c7 чёрная пешка · d7 чёрный конь · e7 чёрный конь · f7 чёрная пешка · g7 чёрный слон · h7 чёрная пешка · b6 чёрная пешка · d6 чёрная пешка · e6 чёрная пешка · g6 чёрная пешка · c4 белая пешка · d4 белая пешка · e4 белая пешка · c3 белый конь · e3 белый слон · f3 белый конь · a2 белая пешка · b2 белая пешка · e2 белый слон · f2 белая пешка · g2 белая пешка · h2 белая пешка · a1 белая ладья · d1 белый ферзь · f1 белая ладья · g1 белый король | a8 чёрная ладья · d8 чёрный ферзь · e8 чёрный король · h8 чёрная ладья · a7 чёрная пешка · b7 чёрный слон · c7 чёрная пешка · d7 чёрный конь · e7 чёрный конь · f7 чёрная пешка · g7 чёрный слон · h7 чёрная пешка · b6 чёрная пешка · d6 чёрная пешка · e6 чёрная пешка · g6 чёрная пешка · c4 белая пешка · d4 белая пешка · e4 белая пешка · c3 белый конь · e3 белый слон · f3 белый конь · a2 белая пешка · b2 белая пешка · e2 белый слон · f2 белая пешка · g2 белая пешка · h2 белая пешка · a1 белая ладья · d1 белый ферзь · f1 белая ладья · g1 белый король | a8 чёрная ладья · d8 чёрный ферзь · e8 чёрный король · h8 чёрная ладья · a7 чёрная пешка · b7 чёрный слон · c7 чёрная пешка · d7 чёрный конь · e7 чёрный конь · f7 чёрная пешка · g7 чёрный слон · h7 чёрная пешка · b6 чёрная пешка · d6 чёрная пешка · e6 чёрная пешка · g6 чёрная пешка · c4 белая пешка · d4 белая пешка · e4 белая пешка · c3 белый конь · e3 белый слон · f3 белый конь · a2 белая пешка · b2 белая пешка · e2 белый слон · f2 белая пешка · g2 белая пешка · h2 белая пешка · a1 белая ладья · d1 белый ферзь · f1 белая ладья · g1 белый король | a8 чёрная ладья · d8 чёрный ферзь · e8 чёрный король · h8 чёрная ладья · a7 чёрная пешка · b7 чёрный слон · c7 чёрная пешка · d7 чёрный конь · e7 чёрный конь · f7 чёрная пешка · g7 чёрный слон · h7 чёрная пешка · b6 чёрная пешка · d6 чёрная пешка · e6 чёрная пешка · g6 чёрная пешка · c4 белая пешка · d4 белая пешка · e4 белая пешка · c3 белый конь · e3 белый слон · f3 белый конь · a2 белая пешка · b2 белая пешка · e2 белый слон · f2 белая пешка · g2 белая пешка · h2 белая пешка · a1 белая ладья · d1 белый ферзь · f1 белая ладья · g1 белый король | a8 чёрная ладья · d8 чёрный ферзь · e8 чёрный король · h8 чёрная ладья · a7 чёрная пешка · b7 чёрный слон · c7 чёрная пешка · d7 чёрный конь · e7 чёрный конь · f7 чёрная пешка · g7 чёрный слон · h7 чёрная пешка · b6 чёрная пешка · d6 чёрная пешка · e6 чёрная пешка · g6 чёрная пешка · c4 белая пешка · d4 белая пешка · e4 белая пешка · c3 белый конь · e3 белый слон · f3 белый конь · a2 белая пешка · b2 белая пешка · e2 белый слон · f2 белая пешка · g2 белая пешка · h2 белая пешка · a1 белая ладья · d1 белый ферзь · f1 белая ладья · g1 белый король | a8 чёрная ладья · d8 чёрный ферзь · e8 чёрный король · h8 чёрная ладья · a7 чёрная пешка · b7 чёрный слон · c7 чёрная пешка · d7 чёрный конь · e7 чёрный конь · f7 чёрная пешка · g7 чёрный слон · h7 чёрная пешка · b6 чёрная пешка · d6 чёрная пешка · e6 чёрная пешка · g6 чёрная пешка · c4 белая пешка · d4 белая пешка · e4 белая пешка · c3 белый конь · e3 белый слон · f3 белый конь · a2 белая пешка · b2 белая пешка · e2 белый слон · f2 белая пешка · g2 белая пешка · h2 белая пешка · a1 белая ладья · d1 белый ферзь · f1 белая ладья · g1 белый король | a8 чёрная ладья · d8 чёрный ферзь · e8 чёрный король · h8 чёрная ладья · a7 чёрная пешка · b7 чёрный слон · c7 чёрная пешка · d7 чёрный конь · e7 чёрный конь · f7 чёрная пешка · g7 чёрный слон · h7 чёрная пешка · b6 чёрная пешка · d6 чёрная пешка · e6 чёрная пешка · g6 чёрная пешка · c4 белая пешка · d4 белая пешка · e4 белая пешка · c3 белый конь · e3 белый слон · f3 белый конь · a2 белая пешка · b2 белая пешка · e2 белый слон · f2 белая пешка · g2 белая пешка · h2 белая пешка · a1 белая ладья · d1 белый ферзь · f1 белая ладья · g1 белый король | 5 |
| 4 | a8 чёрная ладья · d8 чёрный ферзь · e8 чёрный король · h8 чёрная ладья · a7 чёрная пешка · b7 чёрный слон · c7 чёрная пешка · d7 чёрный конь · e7 чёрный конь · f7 чёрная пешка · g7 чёрный слон · h7 чёрная пешка · b6 чёрная пешка · d6 чёрная пешка · e6 чёрная пешка · g6 чёрная пешка · c4 белая пешка · d4 белая пешка · e4 белая пешка · c3 белый конь · e3 белый слон · f3 белый конь · a2 белая пешка · b2 белая пешка · e2 белый слон · f2 белая пешка · g2 белая пешка · h2 белая пешка · a1 белая ладья · d1 белый ферзь · f1 белая ладья · g1 белый король | a8 чёрная ладья · d8 чёрный ферзь · e8 чёрный король · h8 чёрная ладья · a7 чёрная пешка · b7 чёрный слон · c7 чёрная пешка · d7 чёрный конь · e7 чёрный конь · f7 чёрная пешка · g7 чёрный слон · h7 чёрная пешка · b6 чёрная пешка · d6 чёрная пешка · e6 чёрная пешка · g6 чёрная пешка · c4 белая пешка · d4 белая пешка · e4 белая пешка · c3 белый конь · e3 белый слон · f3 белый конь · a2 белая пешка · b2 белая пешка · e2 белый слон · f2 белая пешка · g2 белая пешка · h2 белая пешка · a1 белая ладья · d1 белый ферзь · f1 белая ладья · g1 белый король | a8 чёрная ладья · d8 чёрный ферзь · e8 чёрный король · h8 чёрная ладья · a7 чёрная пешка · b7 чёрный слон · c7 чёрная пешка · d7 чёрный конь · e7 чёрный конь · f7 чёрная пешка · g7 чёрный слон · h7 чёрная пешка · b6 чёрная пешка · d6 чёрная пешка · e6 чёрная пешка · g6 чёрная пешка · c4 белая пешка · d4 белая пешка · e4 белая пешка · c3 белый конь · e3 белый слон · f3 белый конь · a2 белая пешка · b2 белая пешка · e2 белый слон · f2 белая пешка · g2 белая пешка · h2 белая пешка · a1 белая ладья · d1 белый ферзь · f1 белая ладья · g1 белый король | a8 чёрная ладья · d8 чёрный ферзь · e8 чёрный король · h8 чёрная ладья · a7 чёрная пешка · b7 чёрный слон · c7 чёрная пешка · d7 чёрный конь · e7 чёрный конь · f7 чёрная пешка · g7 чёрный слон · h7 чёрная пешка · b6 чёрная пешка · d6 чёрная пешка · e6 чёрная пешка · g6 чёрная пешка · c4 белая пешка · d4 белая пешка · e4 белая пешка · c3 белый конь · e3 белый слон · f3 белый конь · a2 белая пешка · b2 белая пешка · e2 белый слон · f2 белая пешка · g2 белая пешка · h2 белая пешка · a1 белая ладья · d1 белый ферзь · f1 белая ладья · g1 белый король | a8 чёрная ладья · d8 чёрный ферзь · e8 чёрный король · h8 чёрная ладья · a7 чёрная пешка · b7 чёрный слон · c7 чёрная пешка · d7 чёрный конь · e7 чёрный конь · f7 чёрная пешка · g7 чёрный слон · h7 чёрная пешка · b6 чёрная пешка · d6 чёрная пешка · e6 чёрная пешка · g6 чёрная пешка · c4 белая пешка · d4 белая пешка · e4 белая пешка · c3 белый конь · e3 белый слон · f3 белый конь · a2 белая пешка · b2 белая пешка · e2 белый слон · f2 белая пешка · g2 белая пешка · h2 белая пешка · a1 белая ладья · d1 белый ферзь · f1 белая ладья · g1 белый король | a8 чёрная ладья · d8 чёрный ферзь · e8 чёрный король · h8 чёрная ладья · a7 чёрная пешка · b7 чёрный слон · c7 чёрная пешка · d7 чёрный конь · e7 чёрный конь · f7 чёрная пешка · g7 чёрный слон · h7 чёрная пешка · b6 чёрная пешка · d6 чёрная пешка · e6 чёрная пешка · g6 чёрная пешка · c4 белая пешка · d4 белая пешка · e4 белая пешка · c3 белый конь · e3 белый слон · f3 белый конь · a2 белая пешка · b2 белая пешка · e2 белый слон · f2 белая пешка · g2 белая пешка · h2 белая пешка · a1 белая ладья · d1 белый ферзь · f1 белая ладья · g1 белый король | a8 чёрная ладья · d8 чёрный ферзь · e8 чёрный король · h8 чёрная ладья · a7 чёрная пешка · b7 чёрный слон · c7 чёрная пешка · d7 чёрный конь · e7 чёрный конь · f7 чёрная пешка · g7 чёрный слон · h7 чёрная пешка · b6 чёрная пешка · d6 чёрная пешка · e6 чёрная пешка · g6 чёрная пешка · c4 белая пешка · d4 белая пешка · e4 белая пешка · c3 белый конь · e3 белый слон · f3 белый конь · a2 белая пешка · b2 белая пешка · e2 белый слон · f2 белая пешка · g2 белая пешка · h2 белая пешка · a1 белая ладья · d1 белый ферзь · f1 белая ладья · g1 белый король | a8 чёрная ладья · d8 чёрный ферзь · e8 чёрный король · h8 чёрная ладья · a7 чёрная пешка · b7 чёрный слон · c7 чёрная пешка · d7 чёрный конь · e7 чёрный конь · f7 чёрная пешка · g7 чёрный слон · h7 чёрная пешка · b6 чёрная пешка · d6 чёрная пешка · e6 чёрная пешка · g6 чёрная пешка · c4 белая пешка · d4 белая пешка · e4 белая пешка · c3 белый конь · e3 белый слон · f3 белый конь · a2 белая пешка · b2 белая пешка · e2 белый слон · f2 белая пешка · g2 белая пешка · h2 белая пешка · a1 белая ладья · d1 белый ферзь · f1 белая ладья · g1 белый король | 4 |
| 3 | a8 чёрная ладья · d8 чёрный ферзь · e8 чёрный король · h8 чёрная ладья · a7 чёрная пешка · b7 чёрный слон · c7 чёрная пешка · d7 чёрный конь · e7 чёрный конь · f7 чёрная пешка · g7 чёрный слон · h7 чёрная пешка · b6 чёрная пешка · d6 чёрная пешка · e6 чёрная пешка · g6 чёрная пешка · c4 белая пешка · d4 белая пешка · e4 белая пешка · c3 белый конь · e3 белый слон · f3 белый конь · a2 белая пешка · b2 белая пешка · e2 белый слон · f2 белая пешка · g2 белая пешка · h2 белая пешка · a1 белая ладья · d1 белый ферзь · f1 белая ладья · g1 белый король | a8 чёрная ладья · d8 чёрный ферзь · e8 чёрный король · h8 чёрная ладья · a7 чёрная пешка · b7 чёрный слон · c7 чёрная пешка · d7 чёрный конь · e7 чёрный конь · f7 чёрная пешка · g7 чёрный слон · h7 чёрная пешка · b6 чёрная пешка · d6 чёрная пешка · e6 чёрная пешка · g6 чёрная пешка · c4 белая пешка · d4 белая пешка · e4 белая пешка · c3 белый конь · e3 белый слон · f3 белый конь · a2 белая пешка · b2 белая пешка · e2 белый слон · f2 белая пешка · g2 белая пешка · h2 белая пешка · a1 белая ладья · d1 белый ферзь · f1 белая ладья · g1 белый король | a8 чёрная ладья · d8 чёрный ферзь · e8 чёрный король · h8 чёрная ладья · a7 чёрная пешка · b7 чёрный слон · c7 чёрная пешка · d7 чёрный конь · e7 чёрный конь · f7 чёрная пешка · g7 чёрный слон · h7 чёрная пешка · b6 чёрная пешка · d6 чёрная пешка · e6 чёрная пешка · g6 чёрная пешка · c4 белая пешка · d4 белая пешка · e4 белая пешка · c3 белый конь · e3 белый слон · f3 белый конь · a2 белая пешка · b2 белая пешка · e2 белый слон · f2 белая пешка · g2 белая пешка · h2 белая пешка · a1 белая ладья · d1 белый ферзь · f1 белая ладья · g1 белый король | a8 чёрная ладья · d8 чёрный ферзь · e8 чёрный король · h8 чёрная ладья · a7 чёрная пешка · b7 чёрный слон · c7 чёрная пешка · d7 чёрный конь · e7 чёрный конь · f7 чёрная пешка · g7 чёрный слон · h7 чёрная пешка · b6 чёрная пешка · d6 чёрная пешка · e6 чёрная пешка · g6 чёрная пешка · c4 белая пешка · d4 белая пешка · e4 белая пешка · c3 белый конь · e3 белый слон · f3 белый конь · a2 белая пешка · b2 белая пешка · e2 белый слон · f2 белая пешка · g2 белая пешка · h2 белая пешка · a1 белая ладья · d1 белый ферзь · f1 белая ладья · g1 белый король | a8 чёрная ладья · d8 чёрный ферзь · e8 чёрный король · h8 чёрная ладья · a7 чёрная пешка · b7 чёрный слон · c7 чёрная пешка · d7 чёрный конь · e7 чёрный конь · f7 чёрная пешка · g7 чёрный слон · h7 чёрная пешка · b6 чёрная пешка · d6 чёрная пешка · e6 чёрная пешка · g6 чёрная пешка · c4 белая пешка · d4 белая пешка · e4 белая пешка · c3 белый конь · e3 белый слон · f3 белый конь · a2 белая пешка · b2 белая пешка · e2 белый слон · f2 белая пешка · g2 белая пешка · h2 белая пешка · a1 белая ладья · d1 белый ферзь · f1 белая ладья · g1 белый король | a8 чёрная ладья · d8 чёрный ферзь · e8 чёрный король · h8 чёрная ладья · a7 чёрная пешка · b7 чёрный слон · c7 чёрная пешка · d7 чёрный конь · e7 чёрный конь · f7 чёрная пешка · g7 чёрный слон · h7 чёрная пешка · b6 чёрная пешка · d6 чёрная пешка · e6 чёрная пешка · g6 чёрная пешка · c4 белая пешка · d4 белая пешка · e4 белая пешка · c3 белый конь · e3 белый слон · f3 белый конь · a2 белая пешка · b2 белая пешка · e2 белый слон · f2 белая пешка · g2 белая пешка · h2 белая пешка · a1 белая ладья · d1 белый ферзь · f1 белая ладья · g1 белый король | a8 чёрная ладья · d8 чёрный ферзь · e8 чёрный король · h8 чёрная ладья · a7 чёрная пешка · b7 чёрный слон · c7 чёрная пешка · d7 чёрный конь · e7 чёрный конь · f7 чёрная пешка · g7 чёрный слон · h7 чёрная пешка · b6 чёрная пешка · d6 чёрная пешка · e6 чёрная пешка · g6 чёрная пешка · c4 белая пешка · d4 белая пешка · e4 белая пешка · c3 белый конь · e3 белый слон · f3 белый конь · a2 белая пешка · b2 белая пешка · e2 белый слон · f2 белая пешка · g2 белая пешка · h2 белая пешка · a1 белая ладья · d1 белый ферзь · f1 белая ладья · g1 белый король | a8 чёрная ладья · d8 чёрный ферзь · e8 чёрный король · h8 чёрная ладья · a7 чёрная пешка · b7 чёрный слон · c7 чёрная пешка · d7 чёрный конь · e7 чёрный конь · f7 чёрная пешка · g7 чёрный слон · h7 чёрная пешка · b6 чёрная пешка · d6 чёрная пешка · e6 чёрная пешка · g6 чёрная пешка · c4 белая пешка · d4 белая пешка · e4 белая пешка · c3 белый конь · e3 белый слон · f3 белый конь · a2 белая пешка · b2 белая пешка · e2 белый слон · f2 белая пешка · g2 белая пешка · h2 белая пешка · a1 белая ладья · d1 белый ферзь · f1 белая ладья · g1 белый король | 3 |
| 2 | a8 чёрная ладья · d8 чёрный ферзь · e8 чёрный король · h8 чёрная ладья · a7 чёрная пешка · b7 чёрный слон · c7 чёрная пешка · d7 чёрный конь · e7 чёрный конь · f7 чёрная пешка · g7 чёрный слон · h7 чёрная пешка · b6 чёрная пешка · d6 чёрная пешка · e6 чёрная пешка · g6 чёрная пешка · c4 белая пешка · d4 белая пешка · e4 белая пешка · c3 белый конь · e3 белый слон · f3 белый конь · a2 белая пешка · b2 белая пешка · e2 белый слон · f2 белая пешка · g2 белая пешка · h2 белая пешка · a1 белая ладья · d1 белый ферзь · f1 белая ладья · g1 белый король | a8 чёрная ладья · d8 чёрный ферзь · e8 чёрный король · h8 чёрная ладья · a7 чёрная пешка · b7 чёрный слон · c7 чёрная пешка · d7 чёрный конь · e7 чёрный конь · f7 чёрная пешка · g7 чёрный слон · h7 чёрная пешка · b6 чёрная пешка · d6 чёрная пешка · e6 чёрная пешка · g6 чёрная пешка · c4 белая пешка · d4 белая пешка · e4 белая пешка · c3 белый конь · e3 белый слон · f3 белый конь · a2 белая пешка · b2 белая пешка · e2 белый слон · f2 белая пешка · g2 белая пешка · h2 белая пешка · a1 белая ладья · d1 белый ферзь · f1 белая ладья · g1 белый король | a8 чёрная ладья · d8 чёрный ферзь · e8 чёрный король · h8 чёрная ладья · a7 чёрная пешка · b7 чёрный слон · c7 чёрная пешка · d7 чёрный конь · e7 чёрный конь · f7 чёрная пешка · g7 чёрный слон · h7 чёрная пешка · b6 чёрная пешка · d6 чёрная пешка · e6 чёрная пешка · g6 чёрная пешка · c4 белая пешка · d4 белая пешка · e4 белая пешка · c3 белый конь · e3 белый слон · f3 белый конь · a2 белая пешка · b2 белая пешка · e2 белый слон · f2 белая пешка · g2 белая пешка · h2 белая пешка · a1 белая ладья · d1 белый ферзь · f1 белая ладья · g1 белый король | a8 чёрная ладья · d8 чёрный ферзь · e8 чёрный король · h8 чёрная ладья · a7 чёрная пешка · b7 чёрный слон · c7 чёрная пешка · d7 чёрный конь · e7 чёрный конь · f7 чёрная пешка · g7 чёрный слон · h7 чёрная пешка · b6 чёрная пешка · d6 чёрная пешка · e6 чёрная пешка · g6 чёрная пешка · c4 белая пешка · d4 белая пешка · e4 белая пешка · c3 белый конь · e3 белый слон · f3 белый конь · a2 белая пешка · b2 белая пешка · e2 белый слон · f2 белая пешка · g2 белая пешка · h2 белая пешка · a1 белая ладья · d1 белый ферзь · f1 белая ладья · g1 белый король | a8 чёрная ладья · d8 чёрный ферзь · e8 чёрный король · h8 чёрная ладья · a7 чёрная пешка · b7 чёрный слон · c7 чёрная пешка · d7 чёрный конь · e7 чёрный конь · f7 чёрная пешка · g7 чёрный слон · h7 чёрная пешка · b6 чёрная пешка · d6 чёрная пешка · e6 чёрная пешка · g6 чёрная пешка · c4 белая пешка · d4 белая пешка · e4 белая пешка · c3 белый конь · e3 белый слон · f3 белый конь · a2 белая пешка · b2 белая пешка · e2 белый слон · f2 белая пешка · g2 белая пешка · h2 белая пешка · a1 белая ладья · d1 белый ферзь · f1 белая ладья · g1 белый король | a8 чёрная ладья · d8 чёрный ферзь · e8 чёрный король · h8 чёрная ладья · a7 чёрная пешка · b7 чёрный слон · c7 чёрная пешка · d7 чёрный конь · e7 чёрный конь · f7 чёрная пешка · g7 чёрный слон · h7 чёрная пешка · b6 чёрная пешка · d6 чёрная пешка · e6 чёрная пешка · g6 чёрная пешка · c4 белая пешка · d4 белая пешка · e4 белая пешка · c3 белый конь · e3 белый слон · f3 белый конь · a2 белая пешка · b2 белая пешка · e2 белый слон · f2 белая пешка · g2 белая пешка · h2 белая пешка · a1 белая ладья · d1 белый ферзь · f1 белая ладья · g1 белый король | a8 чёрная ладья · d8 чёрный ферзь · e8 чёрный король · h8 чёрная ладья · a7 чёрная пешка · b7 чёрный слон · c7 чёрная пешка · d7 чёрный конь · e7 чёрный конь · f7 чёрная пешка · g7 чёрный слон · h7 чёрная пешка · b6 чёрная пешка · d6 чёрная пешка · e6 чёрная пешка · g6 чёрная пешка · c4 белая пешка · d4 белая пешка · e4 белая пешка · c3 белый конь · e3 белый слон · f3 белый конь · a2 белая пешка · b2 белая пешка · e2 белый слон · f2 белая пешка · g2 белая пешка · h2 белая пешка · a1 белая ладья · d1 белый ферзь · f1 белая ладья · g1 белый король | a8 чёрная ладья · d8 чёрный ферзь · e8 чёрный король · h8 чёрная ладья · a7 чёрная пешка · b7 чёрный слон · c7 чёрная пешка · d7 чёрный конь · e7 чёрный конь · f7 чёрная пешка · g7 чёрный слон · h7 чёрная пешка · b6 чёрная пешка · d6 чёрная пешка · e6 чёрная пешка · g6 чёрная пешка · c4 белая пешка · d4 белая пешка · e4 белая пешка · c3 белый конь · e3 белый слон · f3 белый конь · a2 белая пешка · b2 белая пешка · e2 белый слон · f2 белая пешка · g2 белая пешка · h2 белая пешка · a1 белая ладья · d1 белый ферзь · f1 белая ладья · g1 белый король | 2 |
| 1 | a8 чёрная ладья · d8 чёрный ферзь · e8 чёрный король · h8 чёрная ладья · a7 чёрная пешка · b7 чёрный слон · c7 чёрная пешка · d7 чёрный конь · e7 чёрный конь · f7 чёрная пешка · g7 чёрный слон · h7 чёрная пешка · b6 чёрная пешка · d6 чёрная пешка · e6 чёрная пешка · g6 чёрная пешка · c4 белая пешка · d4 белая пешка · e4 белая пешка · c3 белый конь · e3 белый слон · f3 белый конь · a2 белая пешка · b2 белая пешка · e2 белый слон · f2 белая пешка · g2 белая пешка · h2 белая пешка · a1 белая ладья · d1 белый ферзь · f1 белая ладья · g1 белый король | a8 чёрная ладья · d8 чёрный ферзь · e8 чёрный король · h8 чёрная ладья · a7 чёрная пешка · b7 чёрный слон · c7 чёрная пешка · d7 чёрный конь · e7 чёрный конь · f7 чёрная пешка · g7 чёрный слон · h7 чёрная пешка · b6 чёрная пешка · d6 чёрная пешка · e6 чёрная пешка · g6 чёрная пешка · c4 белая пешка · d4 белая пешка · e4 белая пешка · c3 белый конь · e3 белый слон · f3 белый конь · a2 белая пешка · b2 белая пешка · e2 белый слон · f2 белая пешка · g2 белая пешка · h2 белая пешка · a1 белая ладья · d1 белый ферзь · f1 белая ладья · g1 белый король | a8 чёрная ладья · d8 чёрный ферзь · e8 чёрный король · h8 чёрная ладья · a7 чёрная пешка · b7 чёрный слон · c7 чёрная пешка · d7 чёрный конь · e7 чёрный конь · f7 чёрная пешка · g7 чёрный слон · h7 чёрная пешка · b6 чёрная пешка · d6 чёрная пешка · e6 чёрная пешка · g6 чёрная пешка · c4 белая пешка · d4 белая пешка · e4 белая пешка · c3 белый конь · e3 белый слон · f3 белый конь · a2 белая пешка · b2 белая пешка · e2 белый слон · f2 белая пешка · g2 белая пешка · h2 белая пешка · a1 белая ладья · d1 белый ферзь · f1 белая ладья · g1 белый король | a8 чёрная ладья · d8 чёрный ферзь · e8 чёрный король · h8 чёрная ладья · a7 чёрная пешка · b7 чёрный слон · c7 чёрная пешка · d7 чёрный конь · e7 чёрный конь · f7 чёрная пешка · g7 чёрный слон · h7 чёрная пешка · b6 чёрная пешка · d6 чёрная пешка · e6 чёрная пешка · g6 чёрная пешка · c4 белая пешка · d4 белая пешка · e4 белая пешка · c3 белый конь · e3 белый слон · f3 белый конь · a2 белая пешка · b2 белая пешка · e2 белый слон · f2 белая пешка · g2 белая пешка · h2 белая пешка · a1 белая ладья · d1 белый ферзь · f1 белая ладья · g1 белый король | a8 чёрная ладья · d8 чёрный ферзь · e8 чёрный король · h8 чёрная ладья · a7 чёрная пешка · b7 чёрный слон · c7 чёрная пешка · d7 чёрный конь · e7 чёрный конь · f7 чёрная пешка · g7 чёрный слон · h7 чёрная пешка · b6 чёрная пешка · d6 чёрная пешка · e6 чёрная пешка · g6 чёрная пешка · c4 белая пешка · d4 белая пешка · e4 белая пешка · c3 белый конь · e3 белый слон · f3 белый конь · a2 белая пешка · b2 белая пешка · e2 белый слон · f2 белая пешка · g2 белая пешка · h2 белая пешка · a1 белая ладья · d1 белый ферзь · f1 белая ладья · g1 белый король | a8 чёрная ладья · d8 чёрный ферзь · e8 чёрный король · h8 чёрная ладья · a7 чёрная пешка · b7 чёрный слон · c7 чёрная пешка · d7 чёрный конь · e7 чёрный конь · f7 чёрная пешка · g7 чёрный слон · h7 чёрная пешка · b6 чёрная пешка · d6 чёрная пешка · e6 чёрная пешка · g6 чёрная пешка · c4 белая пешка · d4 белая пешка · e4 белая пешка · c3 белый конь · e3 белый слон · f3 белый конь · a2 белая пешка · b2 белая пешка · e2 белый слон · f2 белая пешка · g2 белая пешка · h2 белая пешка · a1 белая ладья · d1 белый ферзь · f1 белая ладья · g1 белый король | a8 чёрная ладья · d8 чёрный ферзь · e8 чёрный король · h8 чёрная ладья · a7 чёрная пешка · b7 чёрный слон · c7 чёрная пешка · d7 чёрный конь · e7 чёрный конь · f7 чёрная пешка · g7 чёрный слон · h7 чёрная пешка · b6 чёрная пешка · d6 чёрная пешка · e6 чёрная пешка · g6 чёрная пешка · c4 белая пешка · d4 белая пешка · e4 белая пешка · c3 белый конь · e3 белый слон · f3 белый конь · a2 белая пешка · b2 белая пешка · e2 белый слон · f2 белая пешка · g2 белая пешка · h2 белая пешка · a1 белая ладья · d1 белый ферзь · f1 белая ладья · g1 белый король | a8 чёрная ладья · d8 чёрный ферзь · e8 чёрный король · h8 чёрная ладья · a7 чёрная пешка · b7 чёрный слон · c7 чёрная пешка · d7 чёрный конь · e7 чёрный конь · f7 чёрная пешка · g7 чёрный слон · h7 чёрная пешка · b6 чёрная пешка · d6 чёрная пешка · e6 чёрная пешка · g6 чёрная пешка · c4 белая пешка · d4 белая пешка · e4 белая пешка · c3 белый конь · e3 белый слон · f3 белый конь · a2 белая пешка · b2 белая пешка · e2 белый слон · f2 белая пешка · g2 белая пешка · h2 белая пешка · a1 белая ладья · d1 белый ферзь · f1 белая ладья · g1 белый король | 1 |
|   | a | b | c | d | e | f | g | h |   |

Максимилиан Самуэль Рудольф У́йтелки (словац. Maximilián Samuel Rudolf Ujtelky, 20 апреля 1915 — 12 октября 1979, Братислава) — чехословацкий шахматист, международный мастер (1961).

## Биография
Венгр по национальности. Настоящая фамилия — Уйтелеки (венг. Ujteleky). Точные данные о месте рождения шахматиста не сохранились. Предполагается, что он родился в небольшом городке Игло в Венгрии. Предоположение основано на его родстве с Ф. Листом.
Практически всю свою сознательную жизнь провел в Чехословакии. Окончил юридический факультет, но после Второй мировой войны занимался в основном шахматами.
В чемпионате Чехословакии 1960 года разделил 1—2 места с Й. Фихтлом и уступил ему в дополнительном матче (1½ : 2½). Серебряный призер чемпионата Чехословакии 1959 г. Бронзовый призер чемпионата Чехословакии 1954 г.
Чемпион Словакии 1948 г.
В составе сборной Чехословакии участник трёх шахматных олимпиад (1954, 1960 и 1966 гг.), двух командных чемпионатов Европы (1957 и 1961 гг.; в 1957 г. команда стала бронзовым призером соревнования) и ряда международных матчей.
Участник и неоднократный призер крупных международных турниров.
В 1960 г. представлял Чехословакию в зональном турнире.
В 1970 году попал в серьёзную автокатастрофу, после которой несколько лет не принимал участия в турнирах.

## Вклад в теорию дебютов
Известен как теоретик. Его именем названа защита, при которой чёрные в том или ином порядке фианкеттируют своих слонов, ставят пешки на поля a6, b6, d6, e6, g6, h6, а коней на d7 и e7.
Вот как, например, начиналась партия Спасский — Уйтелки, Сочи, 1964: 1. e4 g6 2. d4 Сg7 3. Кc3 a6 4. Кf3 d6 5. Сc4 e6 6. Сg5 Кe7 7. a4 h6 8. Сe3 b6 9. O-O Кd7. Через два года Спасский сам применил подобную расстановку в 12-й партии матча на первенство мира против Т. В. Петросяна. Петросян по этому поводу написал следующее: «Мне кажется, что такая дебютная вольность в матче на первенство мира дает для прогресса шахмат не меньше, чем разыгрывание самого актуального варианта по классическим образцам».
Иногда (в частности, в англоязычных источниках) этот дебют называют «Защита гиппопотама» (ввиду неагрессивной, «ленивой» расстановки чёрных фигур).

## Спортивные результаты
| Год         | Город                   | Соревнование                                                            | + | −  | =  | Результат | Место         |
| ----------- | ----------------------- | ----------------------------------------------------------------------- | - | -- | -- | --------- | ------------- |
| 1948        |                         | Чемпионат Словакии                                                      |   |    |    |           | 1             |
|             | Братислава              | Чемпионат Чехословакии                                                  |   |    |    |           | [ 5 ]         |
|             | Шпиндлерув-Млин         | Матч Чехословакия — Югославия (запасной, против С. Пуца)                | 0 | 1  | 0  | 0 из 1    |               |
| 1949        | Тренчанске-Теплице      | Мемориал Р. Рети                                                        | 3 | 6  | 10 | 8 из 19   | 14            |
|             | Прага                   | Матч Чехословакия — Нидерланды (против К. ван ден Берга)                | 0 | 0  | 2  | 1 из 2    |               |
|             | Прага                   | Матч Чехословакия — Австрия (запасной, против А. Бени)                  | 0 | 0  | 1  | ½ из 1    |               |
| 1950        | Прага                   | Матч Чехословакия — Болгария (против Э. Карастойчева и П. Попова)       | 3 | 1  | 0  | 3 из 4    |               |
| 1953        | Прага                   | Чемпионат Чехословакии                                                  | 4 | 3  | 8  | 8 из 15   | 7—8           |
| 1954        | Прага                   | Чемпионат Чехословакии                                                  | 7 | 4  | 6  | 10 из 17  | 3—5           |
|             | Будапешт                | Матч-турнир трех команд (Венгрия, Чехословакия, Польша)                 |   |    |    |           |               |
|             | Амстердам               | XI Олимпиада (сборная Чехословакии, 2-й запасной)                       | 2 | 1  | 1  | 2½ из 4   |               |
| 1955        | Старый Смоковец         | Чемпионат Словакии                                                      |   |    |    |           | [ 12 ]        |
|             | Прага                   | Чемпионат Чехословакии                                                  | 7 | 6  | 4  | 9 из 17   | 8—10          |
|             | Роттердам               | Матч Нидерланды — Чехословакия (против К. ван ден Берга)                | 1 | 1  | 0  | 1 из 2    |               |
|             | Прага                   | Матч Чехословакия — Австрия (против Х. Бузека)                          | 1 | 0  | 1  | 1½ из 2   |               |
|             | Прага                   | Матч-турнир трех команд (Венгрия, Чехословакия, Польша)                 | 2 | 0  | 4  | 4 из 6    |               |
| 1956        | Подебрады               | Чемпионат Чехословакии                                                  | 4 | 6  | 9  | 8½ из 19  | 13—14         |
|             | Прага — Марианске-Лазне | Международный турнир                                                    | 3 | 8  | 8  | 7 из 19   | 16—18         |
|             | Варшава                 | Матч Польша — Чехословакия (против А. Дзенишевского и Я. Гадалиньского) | 0 | 0  | 2  | 1 из 2    |               |
| 1957        | Прага                   | Матч Чехословакия — Италия (против Дж. Феррантеса)                      | 1 | 0  | 1  | 1½ из 2   |               |
|             | Дрезден                 | Матч ГДР — Чехословакия (против З. Мюльберга)                           | 1 | 1  | 0  | 1 из 2    |               |
|             | Вена                    | Командный чемпионат Европы (сборная Чехословакии, запасной)             | 0 | 1  | 2  | 1 из 3    | Команда — 3-я |
| 1958        | Прага                   | Матч Чехословакия — ГДР (запасной, против З. Мюльберга)                 | 1 | 0  | 0  | 1 из 1    |               |
| 1959        | Братислава              | Чемпионат Чехословакии                                                  | 7 | 1  | 9  | 11½ из 17 | 2—4           |
|             | Марианске-Лазне         | Международный турнир                                                    | 5 | 1  | 9  | 9½ из 15  | 3—4           |
|             | Балатонфюред            | Мемориал Л. Асталоша                                                    | 3 | 1  | 9  | 7½ из 13  | 3—5           |
| 1960        | Острава                 | Чемпионат Чехословакии                                                  | 9 | 1  | 7  | 12½ из 17 | 1—2           |
|             | Будапешт                | Зональный турнир                                                        | 2 | 3  | 10 | 7 из 15   | 9—11          |
|             | Лейпциг                 | XIV Олимпиада (сборная Чехословакии, 2-й запасной)                      | 5 | 2  | 2  | 6 из 9    |               |
| 1961        | Кошице                  | Чемпионат Чехословакии                                                  | 4 | 5  | 10 | 9 из 19   | 11—14         |
|             | Ростов-на-Дону          | Мемориал М. И. Чигорина                                                 | 0 | 5  | 6  | 3 из 11   | 11—12         |
|             | Оберхаузен              | Командный чемпионат Европы (сборная Чехословакии, ?-я доска)            | 3 | 2  | 3  | 4½ из 8   |               |
| 1963        | Прага                   | Чемпионат Чехословакии                                                  | 4 | 10 | 5  | 6½ из 19  | 18            |
|             | Поляница-Здруй          | Мемориал А. К. Рубинштейна                                              | 7 | 4  | 4  | 9 из 15   | 3—4           |
| 1964        | Брно                    | Чемпионат Чехословакии                                                  | 1 | 7  | 9  | 5½ из 17  | 17            |
|             | Сочи                    | Мемориал М. И. Чигорина                                                 | 6 | 6  | 3  | 7½ из 15  | 10—11         |
| 1965        | Поляница-Здруй          | Мемориал А. К. Рубинштейна                                              | 5 | 1  | 7  | 8½ из 13  | 4             |
|             | Копенгаген              | Международный турнир                                                    | 4 | 9  | 2  | 5 из 15   | 13—14         |
| 1965 / 1966 | Реджо-Эмилия            | Международный турнир                                                    | 6 | 1  | 4  | 8 из 11   | 2             |
| 1966        | Поляница-Здруй          | Мемориал А. К. Рубинштейна                                              | 2 | 5  | 7  | 5½ из 14  | 13—14         |
|             | Гавана                  | XVII Олимпиада (сборная Чехословакии, 2-й запасной)                     | 2 | 0  | 0  | 2 из 2    |               |
| 1967        | Бевервейк               | Международный турнир (турнир В)                                         | 5 | 3  | 7  | 8½ из 15  | 5—7           |
|             | Братислава              | Чемпионат Чехословакии                                                  | 4 | 5  | 6  | 7 из 15   | 9—11          |
|             | Монте-Карло             | Международный турнир (турнир В)                                         |   |    |    |           |               |
|             | Сочи                    | Мемориал М. И. Чигорина                                                 | 1 | 10 | 4  | 3 из 15   | 16            |
| 1968        | Бевервейк               | Международный турнир (турнир В)                                         | 6 | 2  | 7  | 9½ из 15  | 4             |
|             | Белград                 | Международный турнир                                                    | 3 | 10 | 0  | 3 из 13   | 13            |
| 1969        | Бевервейк               | Международный турнир (турнир В)                                         | 5 | 5  | 5  | 7½ из 15  | 8—10          |
|             | Амстердам               | Международный турнир IBM (турнир В)                                     | 3 | 6  | 2  | 4 из 11   | 11            |
|             | Старый Смоковец         | Международный турнир                                                    | 1 | 6  | 4  | 3 из 11   | 11—12         |
| 1973        | Старый Смоковец         | Международный турнир                                                    | 1 | 7  | 4  | 3 из 12   | 12—13         |
| 1974        | Тренчанске-Теплице      | Международный турнир                                                    | 2 | 4  | 6  | 5 из 12   | 9—11          |
|             | Римавска-Собота         | Международный турнир                                                    | 2 | 6  | 7  | 5½ из 15  | 15            |
| 1978        | Замарди                 | Международный турнир                                                    | 5 | 3  | 3  | 6½ из 11  | 3—4           |
|             | Штрбске-Плесо           | Международный турнир (Татранский кубок)                                 | 2 | 6  | 4  | 4 из 12   | 12            |